# La Rabaterie
La Rabaterie ou Rabâterie est un quartier populaire de la commune de Saint-Pierre-des-Corps, situé dans l'est de la métropole de Tours. Se trouvant dans le nord de la commune et sur la rive gauche de la Loire, il est principalement constitué de grands ensembles sociaux construits entre les années 1960 et 1980. Cette zone de 34 hectares était autrefois un terrain agricole, et sa construction remplace des habitations insalubres installées après la Seconde Guerre mondiale. 
Le quartier de la Rabaterie est peuplé d'environ 5 100 habitants en 2018, soit près d'un tiers de la population communale. Il est classé en tant que quartier prioritaire de la politique de la ville, l'un des plus importants de la métropole, et rencontre des difficultés sociales importantes. Le quartier compte par ailleurs près de 60 % des logements sociaux de la ville et fait l'objet de projets de réhabilitations depuis 2000.

## Toponymie

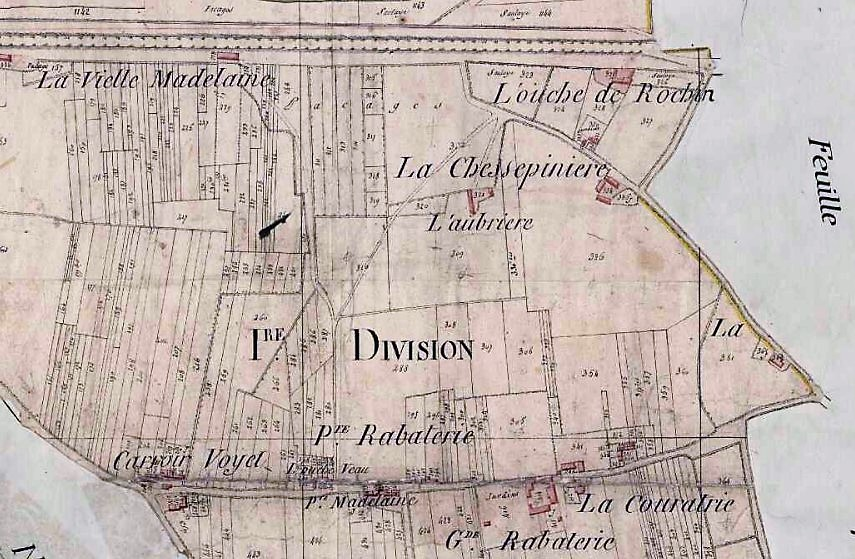
La Rabaterie sur le cadastre napoléonien (1811).

Le quartier de la Rabaterie tire son appellation de la rue du même nom, déjà nommée ainsi au début du XXe siècle et qui marque aujourd'hui la frontière sud du quartier. Cette rue reprendrait le nom d'un ancien lieu-dit ou ferme témoignant du passé agricole de la zone. 
Ce nom viendrait du mot « rabbat » ou « rabast », qui signifie vacarme ou tumulte selon le CNRTL. Pour le Dictionnaire infernal, le mot désigne ainsi selon le folklore des lutins bruyants qui « empêchent les gens de dormir ». Étymologiquement, La Rabaterie serait ainsi le lieu de ces esprits frappeurs,.

## Délimitation
Situé dans le nord de la commune de Saint-Pierre-des-Corps et à proximité de son centre-ville, le quartier de la Rabaterie est délimité par le quai de la Loire au nord et par la rue de la Rabaterie au sud. À l'ouest, les limites du quartiers sont les allées des Cornouilles, des Lauriers et Paul-Louis-Courier et à l'est la rue Marcel-Paul et le boulevard Jean-Jaurès.

## Histoire

### Contexte
Dans les années 1960, l'agglomération de Tours fait face à une demande inédite de logements dans le contexte des Trente Glorieuses. En effet, l'explosion des naissances de l'après-guerre, l'exode rural, l'arrivée de travailleurs immigrés et les rapatriements des Français d'Algérie en 1962 entrainent une forte croissance démographique. À ce titre, la plupart des immigrés algériens proviennent d'une même région, la wilaya de Mostaganem, notamment la commune de Hadjadj,. Face à un mal-logement problématique, la ville voisine de Tours entame plusieurs grands travaux visant à construire des logements accessibles.

### Urbanisation

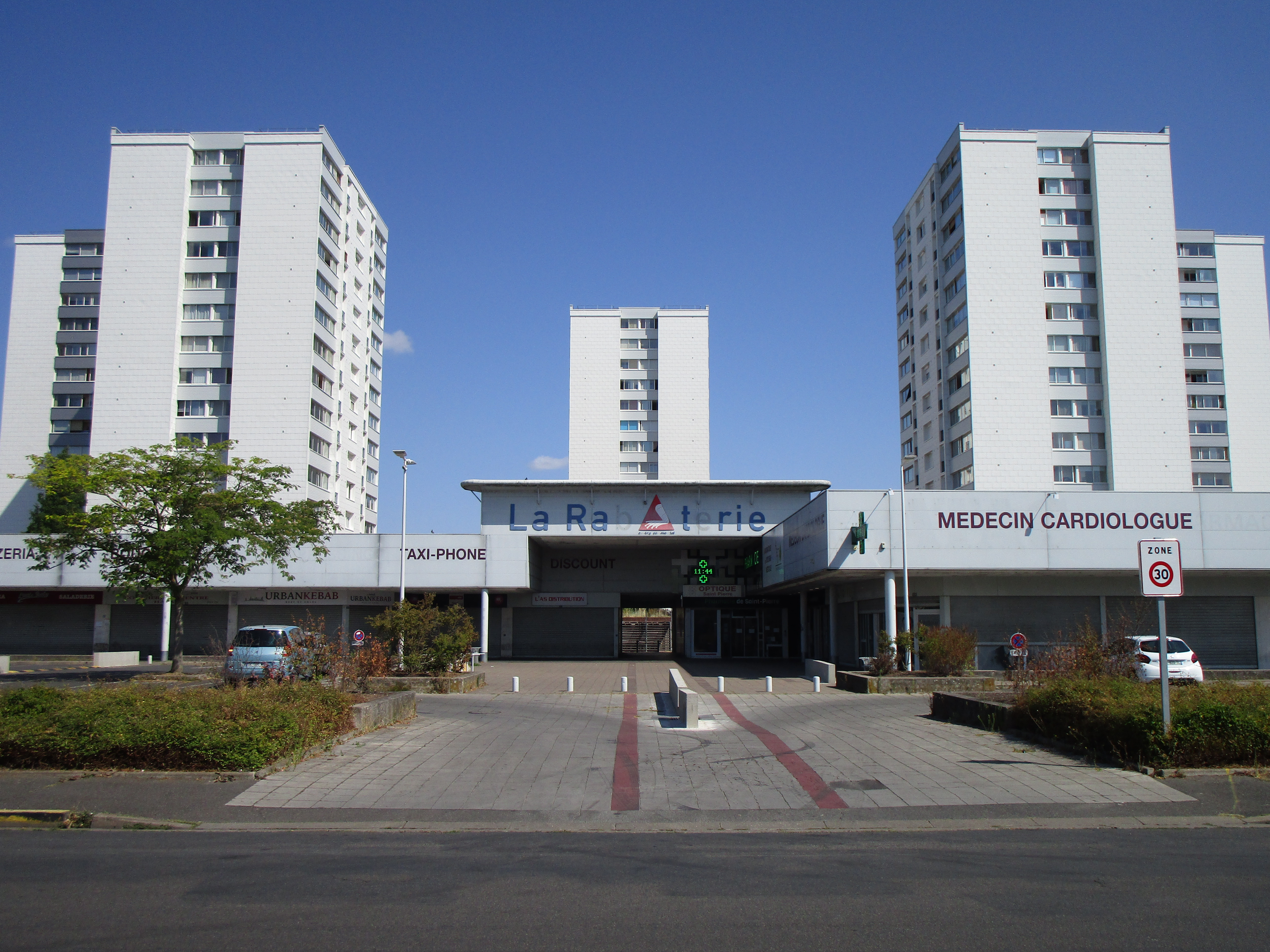
Le centre commercial et les tours du Grand-Mail.

Le quartier de La Rabaterie est situé dans le nord de Saint-Pierre-des-Corps, à proximité de la Loire, sur un espace de 34 hectares autrefois dédié principalement à des activités agricoles. La zone accueillait également un village de maraîchers, largement détruit par les bombardements alliés de 1944. La commune de Saint-Pierre-des-Corps entame en 1967 le programme « Rabaterie-Front de Loire » sous la forme d'une régie municipale afin de remplacer les baraquements insalubres, installés après la Seconde Guerre mondiale pour reloger les sinistrés des bombardements. 
Le quartier est surtout composé d'un vaste grand ensemble de logements sociaux principalement et privés, avec une dizaine de hautes tours regroupées dans le centre du quartier et de nombreuses barres d'immeubles aux alentours. La résidence privée du Grand-Mail compte cinq tours de quinze étages qui jouxtent le centre commercial, dont quatre sont emboitées deux à deux, avec un total de 358 logements. Un peu plus au nord, cinq autres de quatorze étages plus au nord forment la « résidence de l'Aubrière » avec 433 logements sociaux. 
La première tranche d'immeubles est livrée en 1971 avec 860 logements. Une trentaine d'immeubles bien plus petits sont ajoutés dans les années qui suivent, à l'instar de la résidence privée Blanqui ou des résidences sociales des Mastabas (129 logements) ou Jacques Prévert (66 logements). En 1984, la résidence sociale « Les Grands Arbres » est inaugurée avec 35 appartements dans un immeuble de six étages et 31 maisons mitoyennes. En 1985, le quartier est totalement urbanisé et contribue à faire monter la population communale jusqu'à 18 000 habitants.

### Réhabilitations

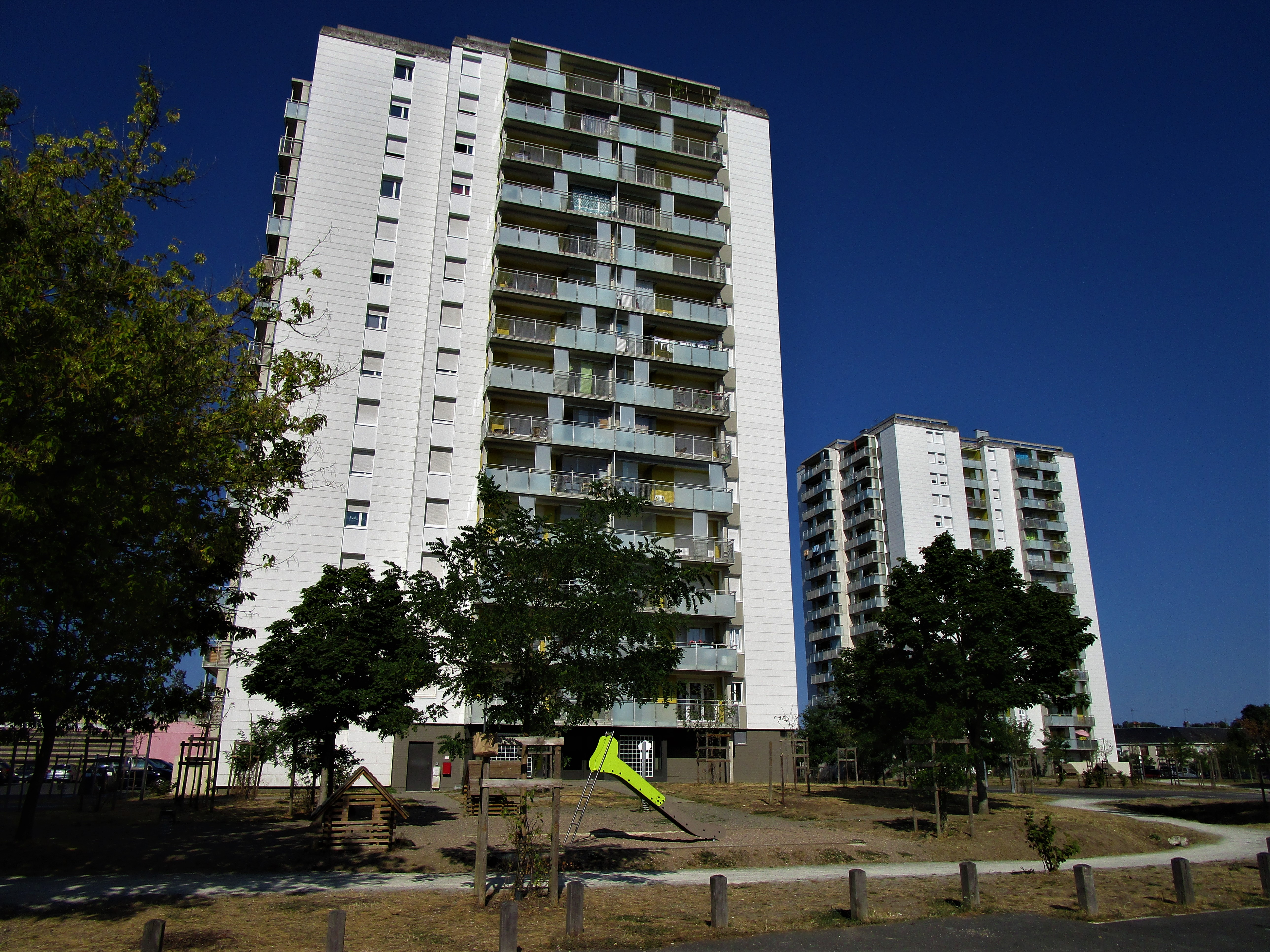
Les tours de l'Aubrière rénovées.

Depuis les années 2000, différents projets de rénovation urbaine se sont succédé dans le quartier afin d'améliorer son attractivité et sa mixité sociale. Le premier programme de 2004-2014 de l'ANRU s'est surtout centré sur la partie ouest du quartier, sur le secteur du Petit-Mail. Il comprend essentiellement la réalisation de nouveaux axes de circulation, l'embellissement d'espaces verts et le réaménagement du centre commercial entre 1997 et 2000. Alors que l'activité commerciale décline, celui-ci voit son aile ouest réduite, découvrant une partie du tunnel central,.
La réalisation la plus marquante est sans-doute la démolition de 73 logements sociaux dans le secteur des Porches, qui sont remplacés en 2012 par la résidence privée haut-de-gamme Chemetov, qui contient 42 grands appartements et quatre maisons, à haut rendement énergétiques,,. 
Entre 2014 et 2018, les 433 logements des cinq tours de l'Aubrière sont rénovés par le bailleur social Val Touraine Habitat qui réalise une isolation extérieure, la réfection des halls et la mise en place de balcons externes afin d’agrandir les logements en créant des loggias, pour quinze millions d'euros au total,,. En 2019, le même bailleur termine la rénovation et l'isolation de la résidence des Grands Arbres.
Le second programme de rénovation de l'ANRU pour la période 2024-2029 est mis sur pied avec un budget de 20 millions d'euros, avec pour objectif la réhabilitation de l'est du quartier et du centre commercial. Ce dernier devrait être détruit pour laisser place à un complexe plus proche de la rue de la Rabaterie, comprenant enseignes en rez-de-chaussée et quarante logements. La création d'un centre social est également envisagé. Les espaces verts devraient être développés entre ce complexe et le Grand-Mail, y compris la réfection de la dalle. De plus, près de 200 logements devraient être rénovés. Enfin, le plan prévoit la rénovation de la place des Cosmonautes, à l'extrémité est du Grand-Mail, et des quais de la Loire, afin de les rendre plus accessibles depuis le quartier,,,.

## Conditions de vie

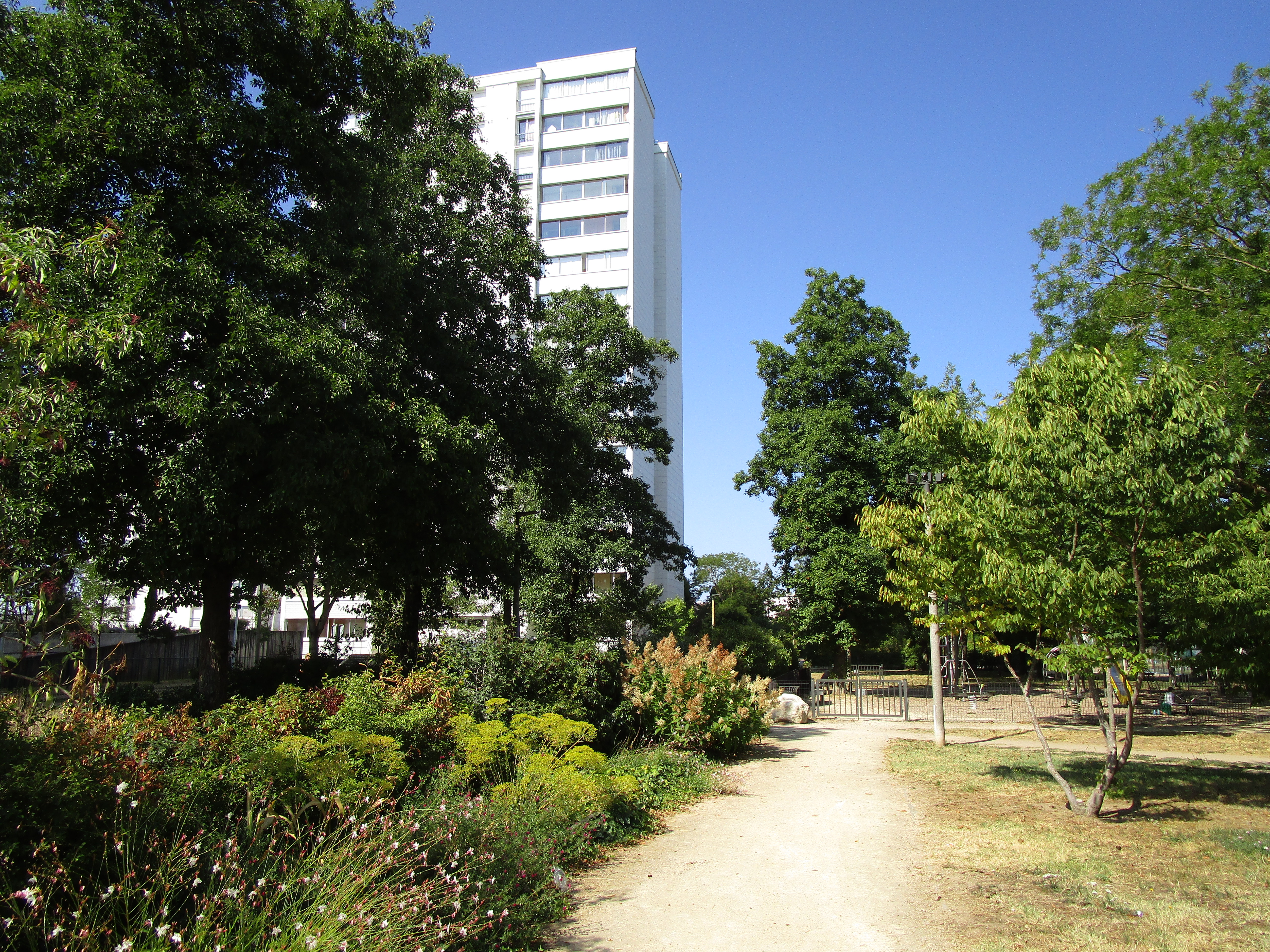
Le Grand Mail.

Les conditions sociales du quartier sont précaires, avec un fort taux de chômage et de pauvreté. De plus, la mixité sociale y est très faible entrainant un phénomène de « ghettoïsation » et peu de moyens sont donnés aux associations et éducateurs, ces derniers étant seulement trois pour plus de 5 000 habitants dans le quartier en 2016,.
La population du quartier est relativement pauvre : en 2018, le revenu médian des ménages par unité de consommation se situe à 1 200 euros par mois, contre 1 500 pour la médiane de la ville et 1 800 pour la métropole. Le taux de pauvreté se situe à 41 % des foyers du quartier, en retenant le seuil de 60 % des revenus médians en France. En 2009, le taux de chômage se situe à 22,5 % et près de 87 % de ceux qui ont un emploi sont des ouvriers ou employés. Près de 54 % des revenus des habitants du quartier sont des revenus du travail, 19 % sont des prestations sociales et le reste essentiellement des pensions de retraite. Près de 67 % des logements du quartier sont des HLM en 2018,,,.  
Le quartier de La Rabaterie est classé en tant que « quartier prioritaire de la politique de la ville », présentant en effet des problèmes de petites délinquances récurrents, surtout du trafic de drogues, du vandalisme et des incivilités. La plupart des problèmes se concentrent autour du centre commercial, et les entreprises présentes sont fragilisées par une fréquentation incertaine.

## Services publics

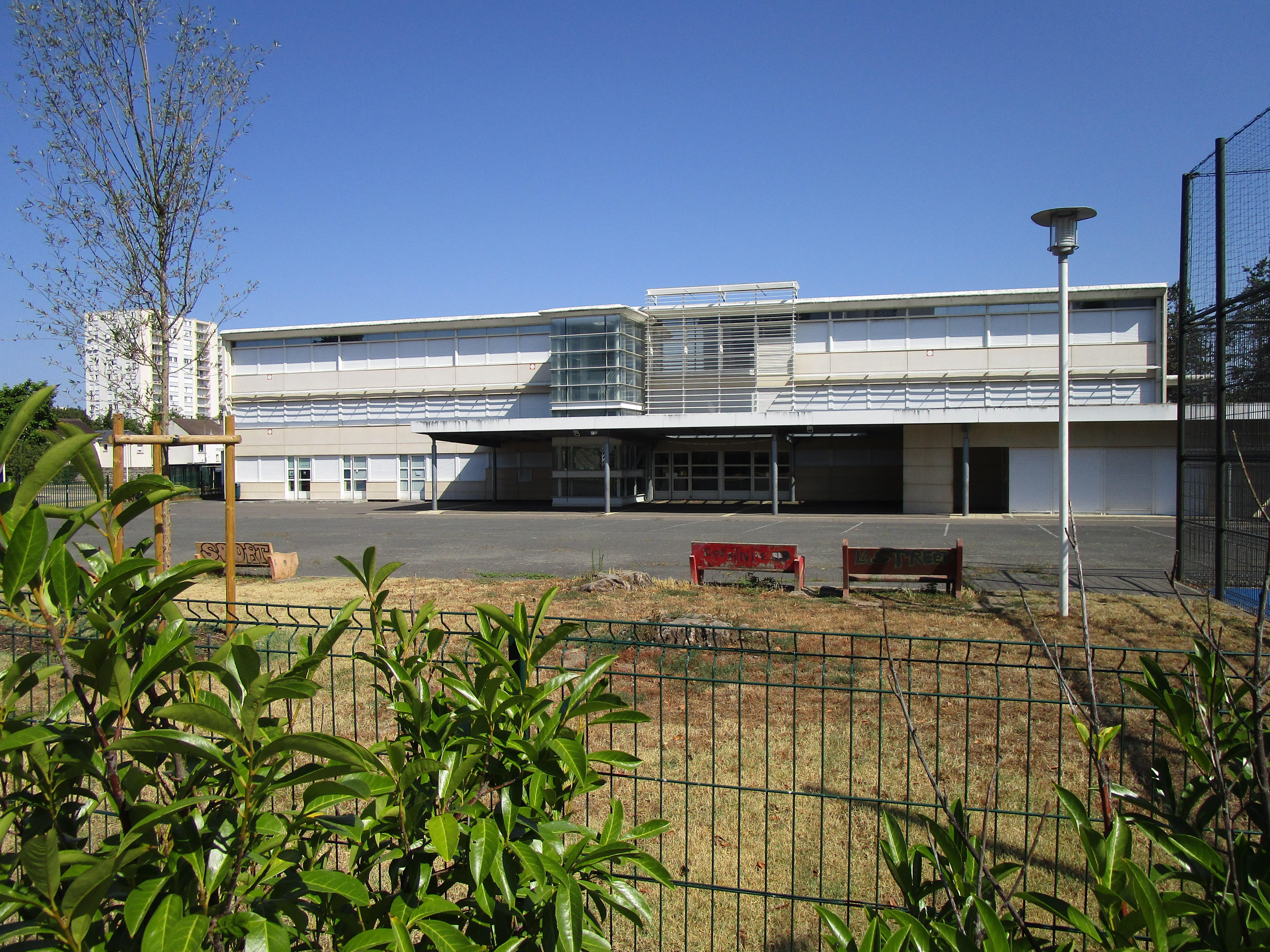
Le collège Jacques Decour.

### Éducation
Le quartier accueille le groupe scolaire Henri-Wallon (écoles maternelle et élémentaire) qui comptent ensemble près de 250 élèves en 2017, ainsi que le collège Jacques-Decour qui est situé au pied des tours du centre du quartier. Il compte environ 200 élèves et est classé en réseau d'éducation prioritaire renforcé (REP+),,. À l'ouest, le complexe scolaire Marceau-Courier accueille lui près de 400 élèves de maternelle et primaire,, et à l'est l'école maternelle Jacques Prévert un peu moins d'une centaine.

### Transports
Le quartier de la Rabaterie est desservi par la seule ligne de bus no 5 et, dans une moindre mesure, la ligne no 50 du réseau Fil bleu, et se retrouve ainsi assez isolé au sein de la métropole de Tours.
Le passage de la seconde ligne du tramway de Tours est espéré dans le but de désenclaver le quartier,, mais le tracé annoncé exclut la ville de Saint-Pierre-des-Corps, provoquant la colère des élus corpopétrussiens, d'autant qu'avec ce tracé, la Rabaterie deviendra l'un des rares quartiers prioritaires de l'agglomération non desservis par le tramway et que la commune avait déjà pris des dispositions en prévision de la construction de cette ligne (achat d'emprises foncières, pré-aménagement d'une plateforme de circulation).

### Autres installations
En juin 2017, une chaufferie biomasse est mise en service dans l'est du quartier, entre la rue de la Rabaterie et la place des Cosmonautes. Elle comprend deux chaudières pour alimenter 3 700 logements et des équipements publics, dans le but de réduire les émissions de gaz à effet de serre de 70 %, soit 6 000 tonnes. 

## Galerie photos

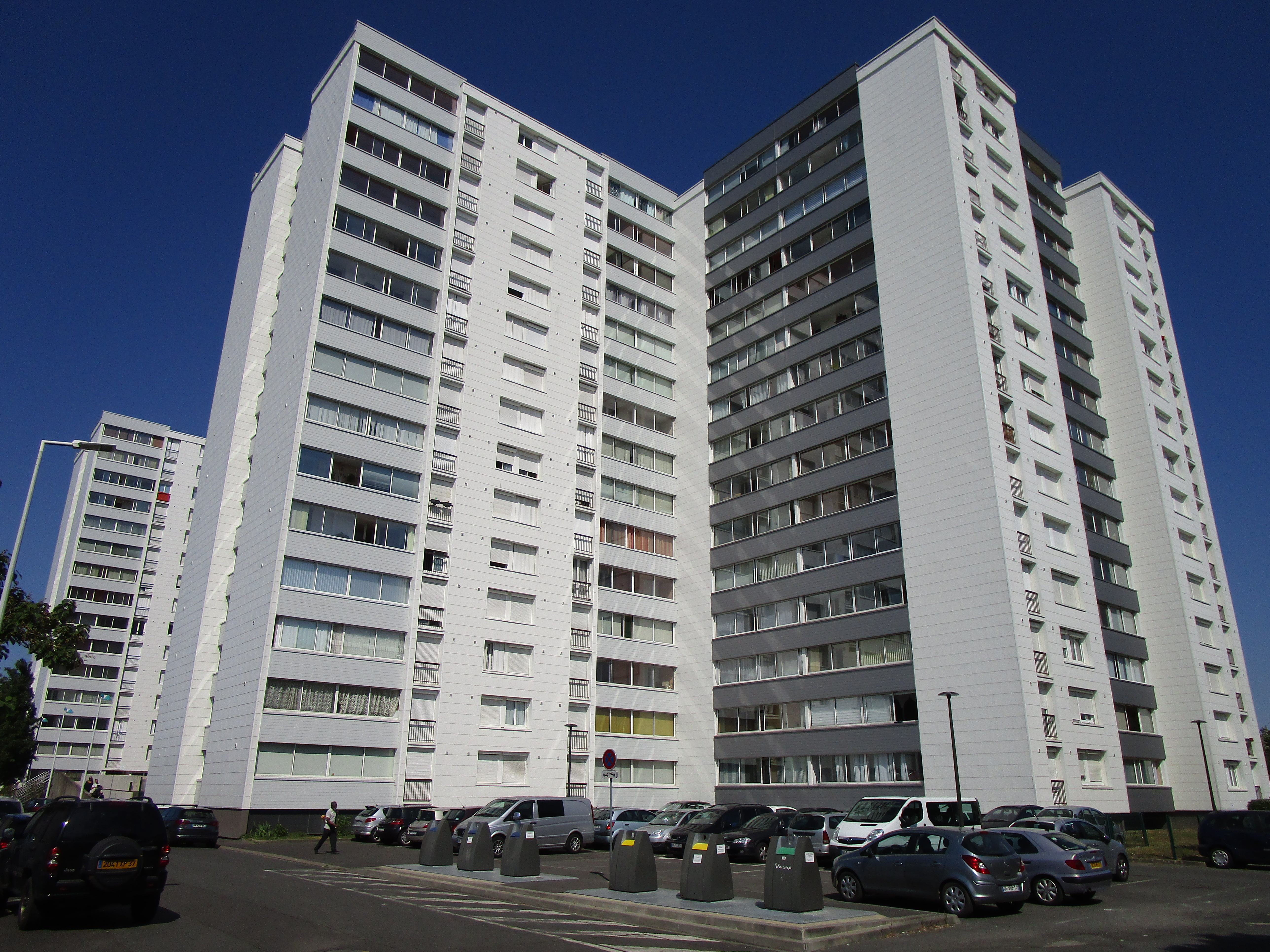
La résidence privée du Grand-Mail.
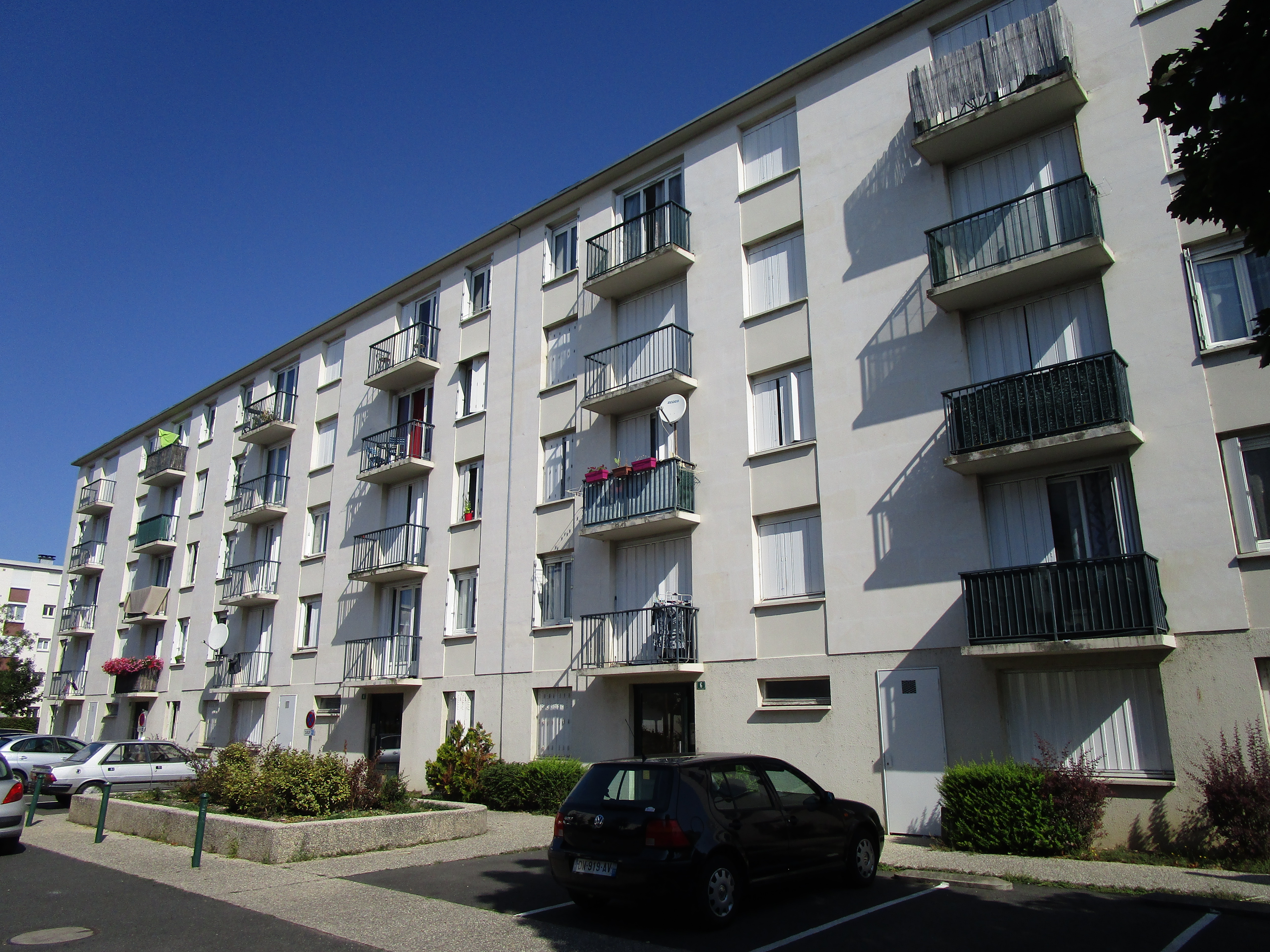
La résidence sociale des Érables.
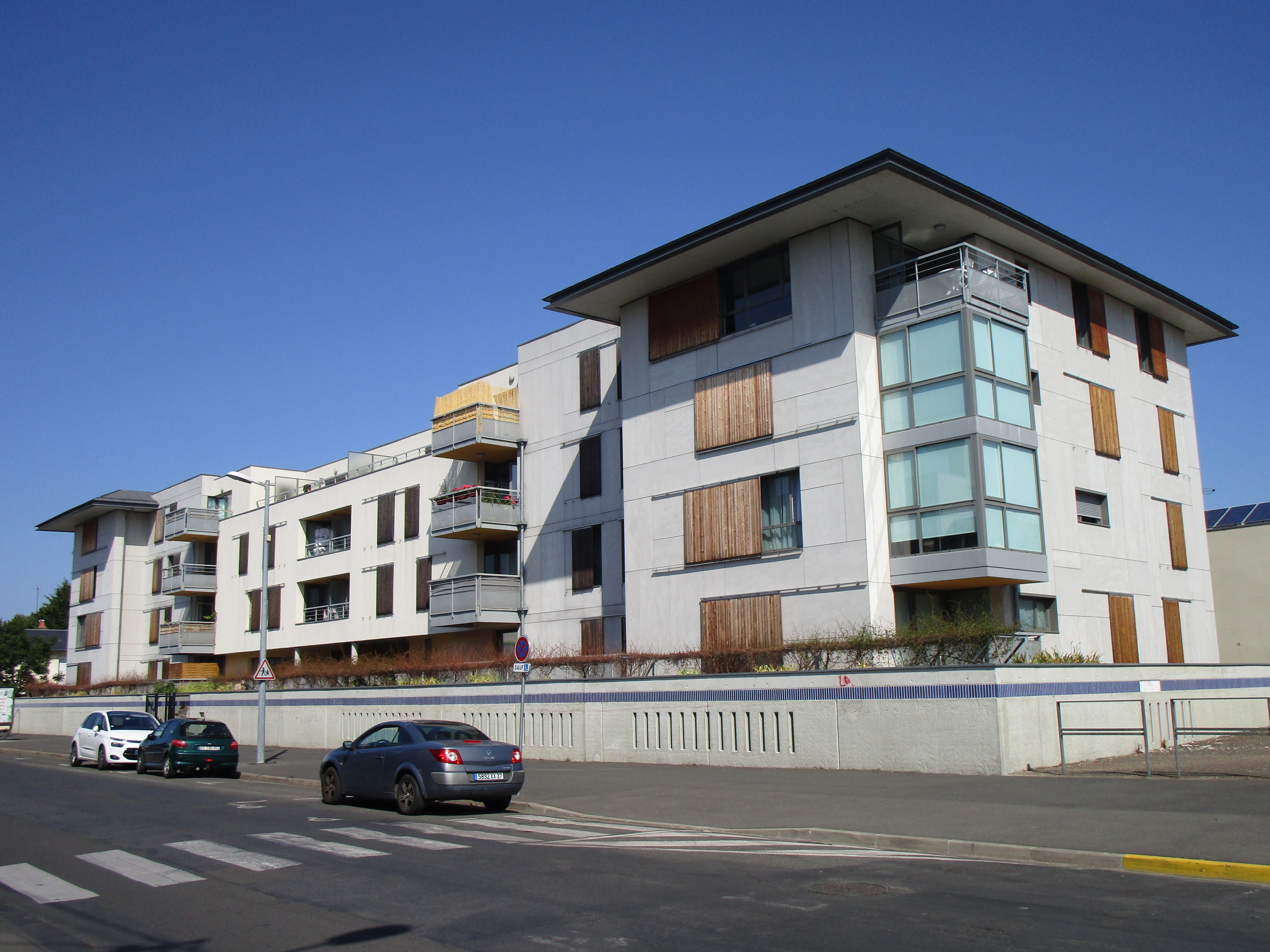
La résidence privée Chemetov.
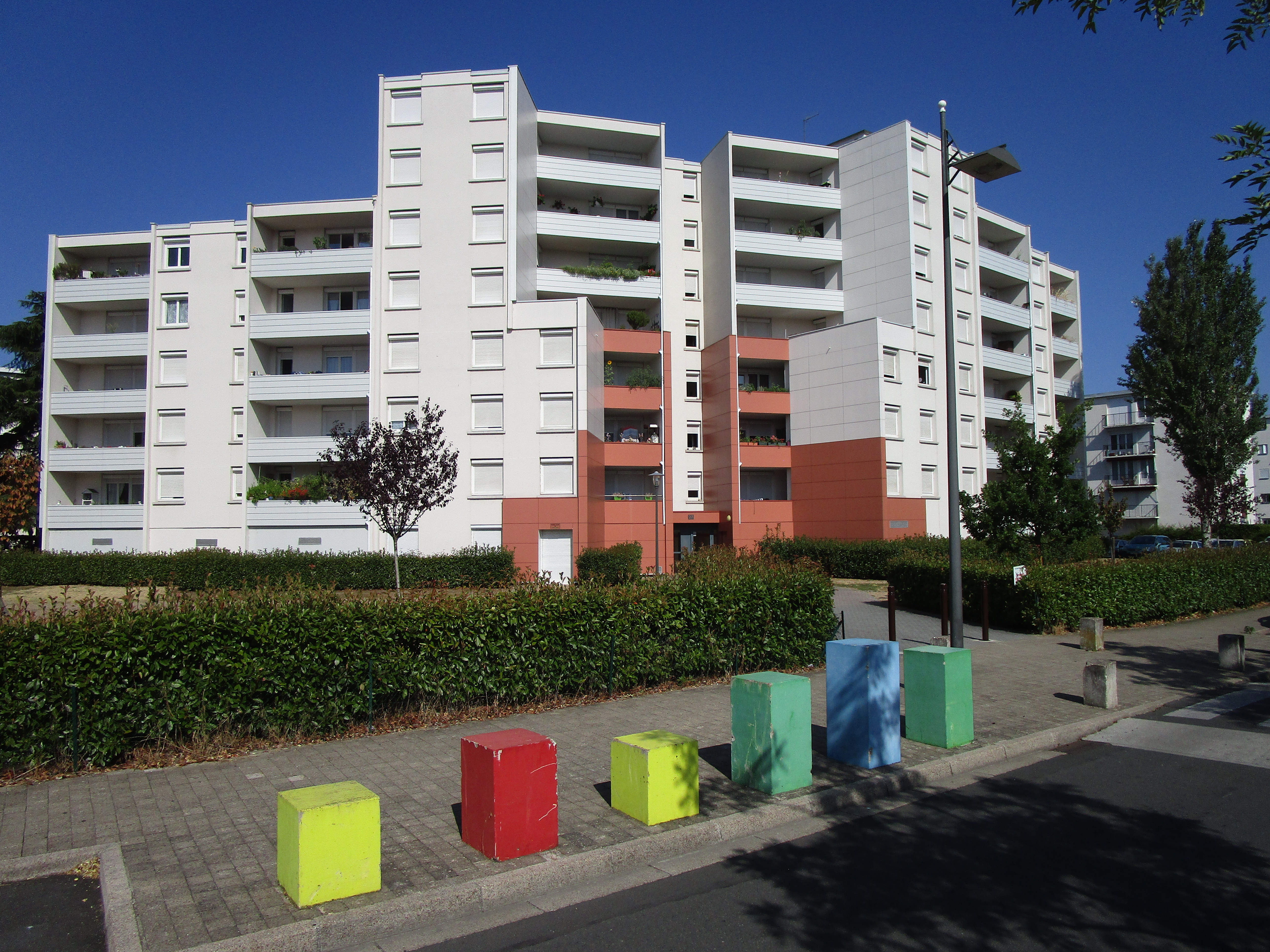
La résidence sociale Paul-Louis-Courier.
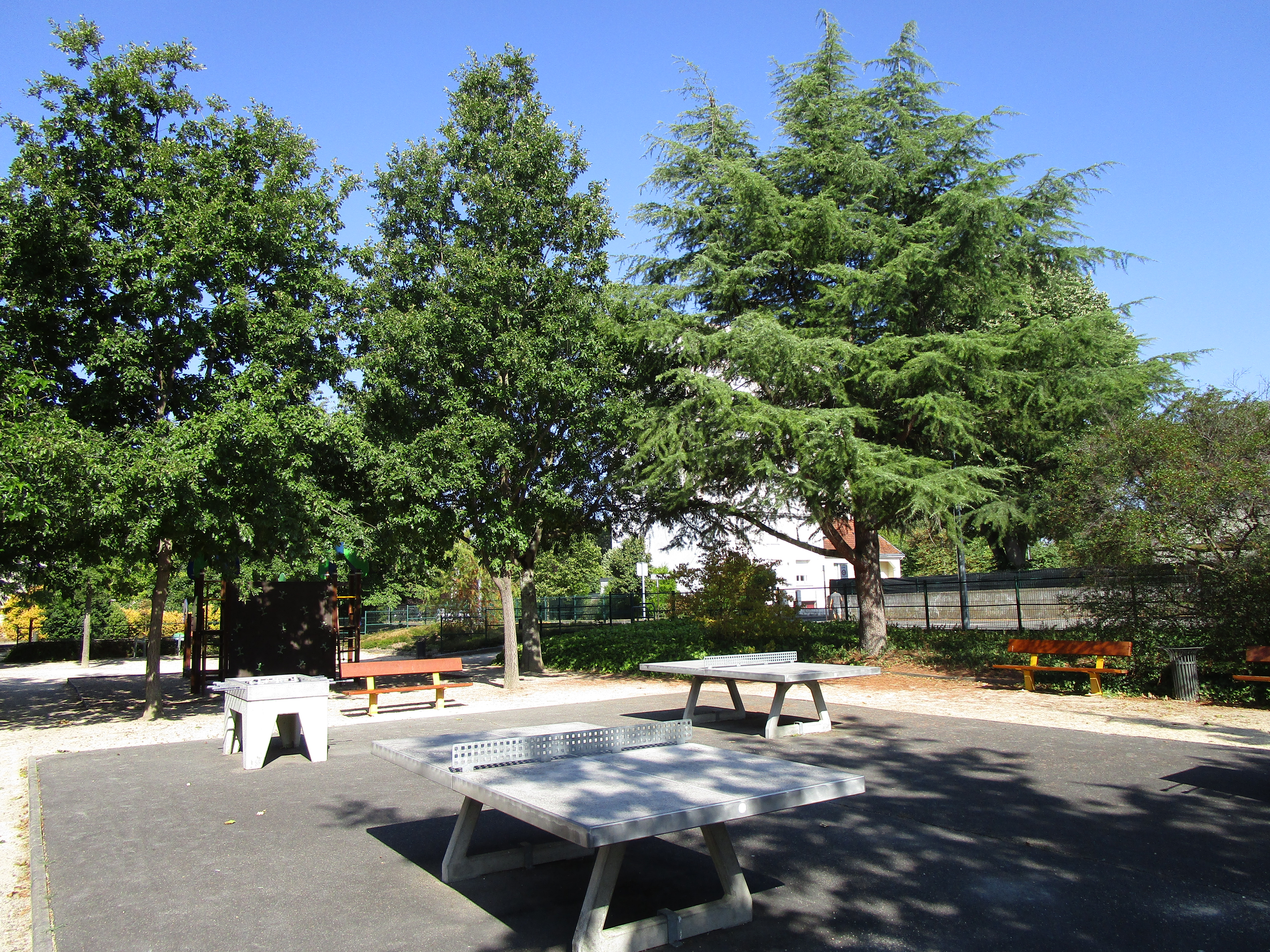
Le square Blanqui.
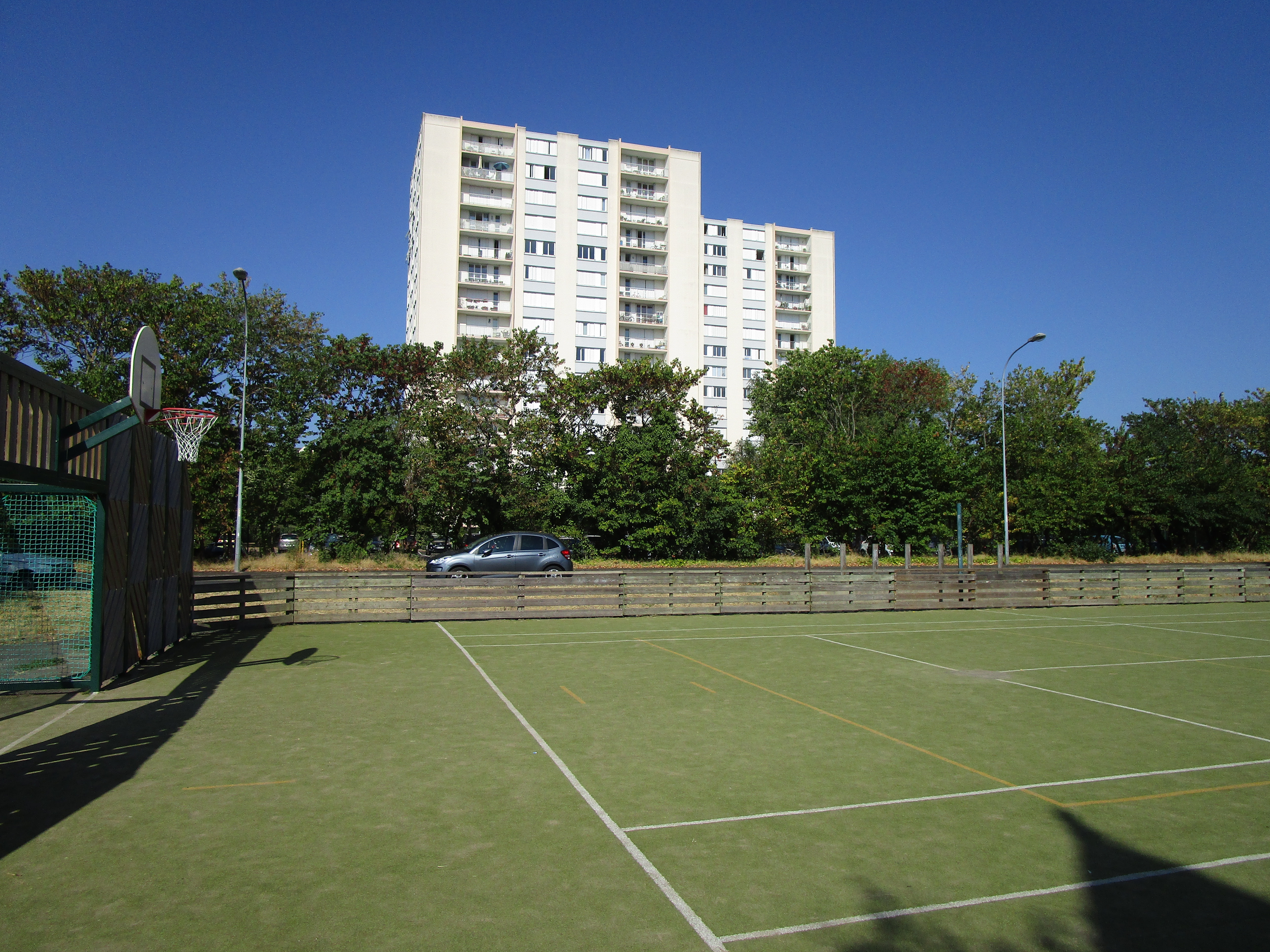
Le terrain de sport du Val Fleuri et la résidence privée des Bords de Loire.
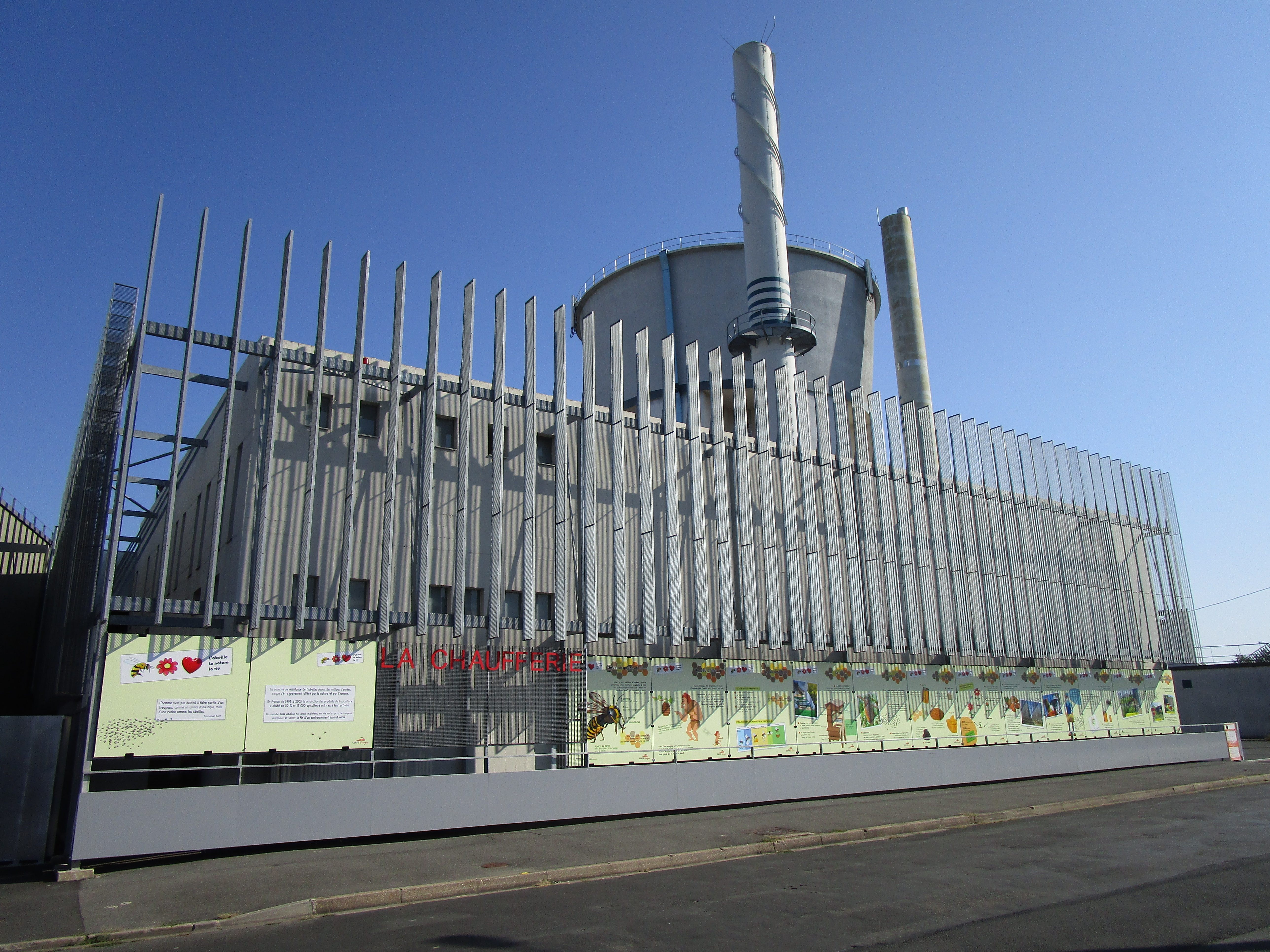
La chaufferie biomasse.
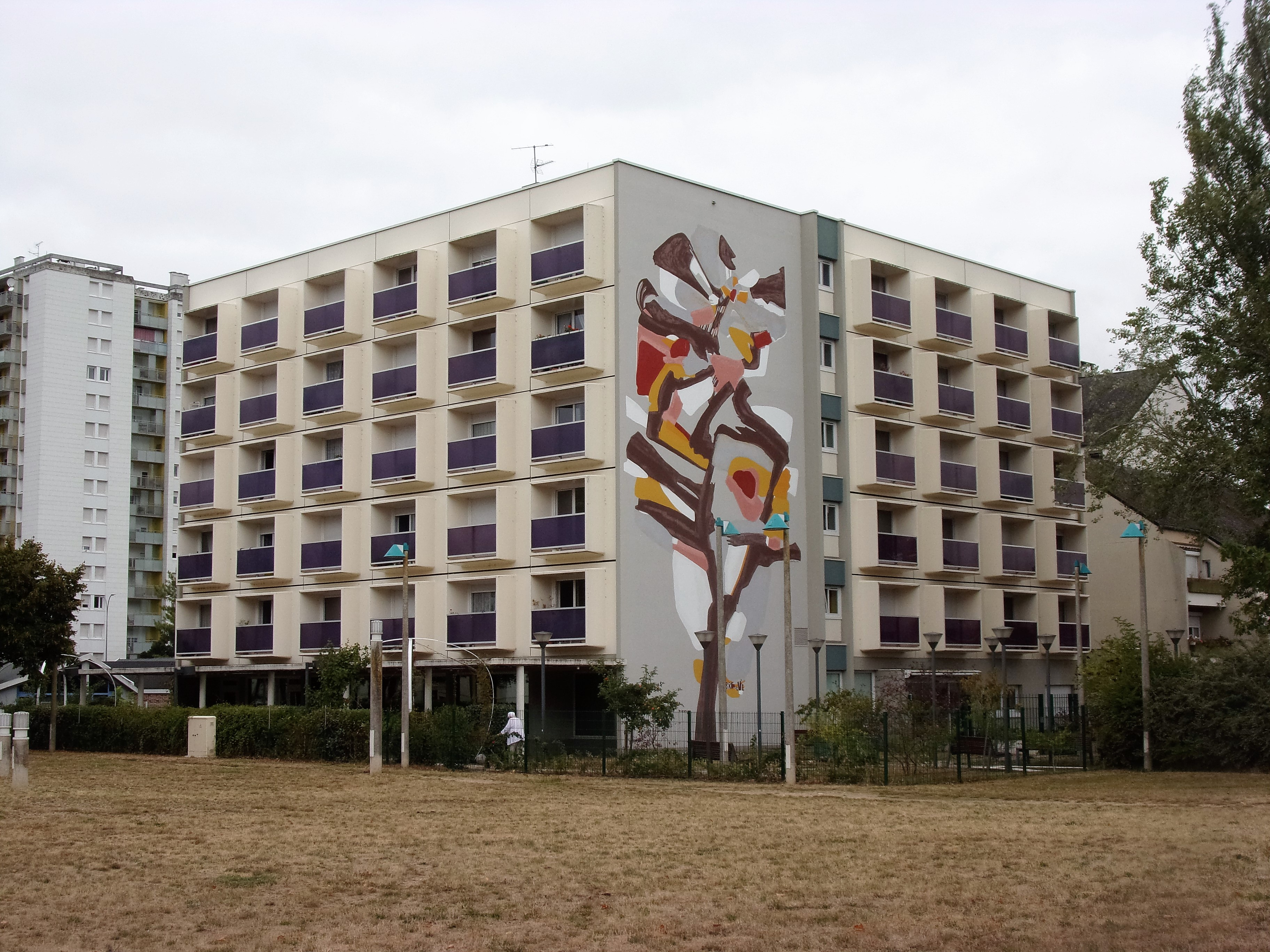
La résidence pour personnes âges de la Diablerie.